# Donji Kraljevec (Hrašćina)
 Donji Kraljevec  falu Horvátországban Krapina-Zagorje megyében. Közigazgatásilag Hrašćinához tartozik.

## Fekvése
Krapinától 27 km-re délkeletre, községközpontjától 2 km-re nyugatra a megye északkeleti részén, a Horvát Zagorje területén fekszik.

## Története
A településnek 1857-ben 964, 1910-ben 1672 lakosa volt. Trianonig Varasd vármegye Zlatari járásához tartozott.
2001-ben 1694 lakosa volt.

## Külső hivatkozások
Hrašćina község hivatalos oldala